# A Sketch of the Botany of South-Carolina and Georgia
A Sketch of the Botany of South-Carolina and Georgia (abreviado Sketch Bot. S. Carolina) es un libro con descripciones botánicas que fue escrito por el botánico estadounidense Stephen Elliott y publicado en dos volúmenes: el volumen 1 en  1816-1821; el volumen 2 1821-1824.